# Reginar al V-lea de Mons
Reginar al V-lea (n. cca. 995–d. 1039) a fost conte de Mons de la 1013 până la moarte.
Reginar a fost fiul cel mare al contelui Reginar al IV-lea de Mons cu Hedwiga de Franța. Bunicii săi pe linie maternă erau regele Hugo Capet al Franței și Adelaida de Aquitania.

## Viața și familia
Reginar a succedat tatălui lui în poziția de conte de Mons în 1013. El a fost căsătorit cu Matilda, fiică a contelui Herman de Verdun.
De asemenea, Reginar a achiziționat partea de sud din provincia Brabant în jurul anului 1024.
Reginar a fost succedat de fiul său Herman de Hainaut și de soția acestuia, Richilde, iar la moartea lui Herman din 1051, controlul a trecut în mâinile celui de al doilea soț al Richildei, contele Balduin al VI-lea de Flandra. 
1. 1 2 3  The Peerage
2. ↑  Medieval Lands, accesat în 2 februarie 2016